# Jesús Tordesillas
Jesús Tordesillas (Madrid, 28 de enero de 1893-ibídem, 24 de marzo de 1973) fue un actor español. 

## Biografía
Su carrera cinematográfica se desarrolló entre 1921 y 1973, casi siempre como actor secundario. Debutó en la película Flor de España o La historia de un torero (1925). Fue el director favorito de Juan de Orduña, apareció algunas de sus interpretaciones, como: Misión blanca (1946), La Lola se va a los puertos (1947), Serenata española (1947) y Locura de amor (1948), en ese momento se convierte en uno de los actores más predilectos del cine español y llegó a rodar más de cien películas. 
También hizo una célebre carrera en el teatro en la compañía de Manuel Luna. En sus últimos años años de su vida dejó el cine y se dedicó a la literatura. 
Falleció en Madrid el 24 de marzo de 1973, su especialidad actoral lo llevaron a rodar con algunos directores bajo las órdenes, entre otros, de Florián Rey, Ignacio F. Iquino, Juan de Orduña, Luis Marquina o Edgar Neville, alguno de ellos recibió premios y nominaciones.

## Filmografía selecta
- Currito de la Cruz (1926)
- La florista de la reina (1940)
- La malquerida (1940)
- Marianela (1940)
- Dora, la espía (1943)
- Una sombra en la ventana (1944)
- Tuvo la culpa Adán (1944)
- Eugenia de Montijo (1944)
- El clavo (1944)
- Espronceda (1945)
- El crimen de Pepe Conde (1946)
- El crimen de la calle de Bordadores (1946)
- Misión blanca (1946)
- La nao Capitana (1947)
- Serenata española (1947)
- Las inquietudes de Shanti Andía (1947)
- Fuenteovejuna (1947)
- La Lola se va a los puertos (1947)
- Locura de amor (1948)
- Neutralidad (1949)
- Vendaval (1949)
- Currito de la Cruz (1949)
- Pequeñeces (1950)
- Agustina de Aragón (1950)
- Balarrasa (1950)
- Séptima página (1951)
- Alba de América (1951)
- La leona de Castilla (1951)
- El sueño de Andalucía (1951)
- Jeromín (1953)
- Doña Francisquita (1953)
- La lupa (1955)
- El Piyayo (1956)
- La legión del silencio (1956)
- El andén (1957)
- Río Guadalquivir (1957)
- ¡Viva lo imposible! (1958)
- ¿Dónde vas, Alfonso XII? (1958)
- Venta de Vargas (1959)
- Escucha mi canción (1959)
- Un ángel tuvo la culpa (1960)
- Teresa de Jesús (1961)
- Ella y los veteranos (1961)
- La venganza del Zorro (1962)
- Cabalgando hacia la muerte (El Zorro) (1962)
- Plaza de Oriente (1963)
- Cristo negro (1963)
- Bienvenido, padre Murray (1964)

## Teatro (selección)
- Voces de gesta (1911), de Valle-Inclán
- Doña Desdenes (1912), de Manuel Linares Rivas
- El rayo (1917), de Pedro Muñoz Seca
- Que viene mi marido (1918)
- Los extremeños se tocan (1926), de Pedro Muñoz Seca
- La dama de armiño (1922), de Luis Fernández Ardavín
- Desdichas de la fortuna o Julianillo Valcárcel (1926), de Manuel y Antonio Machado

## Premios
Medallas del Círculo de Escritores Cinematográficos
| Año  | Categoría              | Película                                                                                      | Resultado |
| ---- | ---------------------- | --------------------------------------------------------------------------------------------- | --------- |
| 1947 | Mejor actor secundario | Las inquietudes de Shanti Andía Serenata española La nao Capitana La Lola se va a los puertos | Ganador   |
| 1952 | Mejor actor principal  | El andén                                                                                      | Ganador   |
| 1957 | Mejor actor secundario | La guerra empieza en Cuba                                                                     | Ganador   |